# Agora É que São Elas
Agora É que São Elas é uma telenovela brasileira produzida e exibida pela TV Globo de 24 de março a 5 de setembro de 2003, em 143 capítulos. Substituiu Sabor da Paixão e foi substituída por Chocolate com Pimenta, sendo a 62ª "novela das seis" transmitida pela emissora.
Baseada numa ideia original de Paulo José, foi escrita por Ricardo Linhares, com colaboração de Maria Elisa Berredo, Flávia Lins e Silva, Filipe Miguez, Márcia Prates e Nelson Nadotti. A direção foi de Roberto Talma, Leandro Neri e Amora Mautner – este primeiro também na direção geral e núcleo.
Contou com as atuações de Vera Fischer, Miguel Falabella, Marisa Orth, Débora Falabella, Paulo Vilhena, Maurício Mattar, Francisca Queiroz e Thiago Fragoso nos papéis principais.

## Enredo
Em 1978, Antônia (Vera Fischer) e Juca Tigre (Miguel Falabella) estavam prestes a se casar quando uma cartomante profetizou que o plano não ia se concretizar, apesar da descrença do casal. No entanto, no dia do casamento, a jovem abandona o noivo no altar e vai embora da cidade sem explicações, carregando um segredo misterioso, deixando-o amargurado, humilhado e jurando vingança. Após 25 anos a vida dos dois tomaram rumos diferentes. Juca se tornou prefeito e o homem mais poderoso de Santana de Bocaiúvas, casando com a fútil miss Vanvan (Marisa Orth) e passando para sua filha mais velha, Sol (Francisca Queiroz), sua mesma arrogância. Já Antônia retornou casada com Joaquim (Paulo Gorgulho) e estabeleceu-se no distrito de Formigas, que prosperou no ramo têxtil com a cooperativa de couro liderada por mulheres. O local sofre com a falta de investimentos da prefeitura, como a ausência coleta de lixo e sistema de saúde, tudo parte do plano de Juca para se vingar da ex, deixa em calamidade o distrito que ela mora. O prefeito, porém, tem como sua pior inimiga Léo (Débora Falabella), filha de Antônia e a líder comunitária que luta pelas melhores condições de Formigas – sem saber que ele é seu pai.
Ela namorava Pedro (Maurício Mattar), um homem mais velho e objeto de desejo de Sol, mas seu destino muda radicalmente quando ela conhece Vitório (Paulo Vilhena), filho mais novo de Juca e que retorna a cidade após longos anos longe, desconhecendo toda rivalidade dos dois, vivendo com ela um grande amor. O romance dos dois, bem como a morte de Joaquim, acaba aproximando novamente Juca e Antônia, para desespero de Vanvan e de Rutinha (Maria Zilda Bethlem), que tivera um caso com Juca no passado e está de volta à cidade com o marido, Modesto (Otávio Augusto), que pretende concorrer as eleições. O filho do casal, Hugo (Max Fercondini), se apaixona por Elis (Sthefany Brito), porém tem que lidar com a rejeição da família por ela ser pobre e órfã. Djalminha (Márcio Kieling), namorado de sua irmã Nanda (Jerusa Franco), prometeu cuidar delas após a morte dos pais das garotas, porém ele se apaixona por Karina (Fernanda Paes Leme) e não sabe como lidar com a promessa que fez. A vida de Juca ainda muda com a chegada de Rodrigo (Thiago Fragoso), filho que ele teve fora do casamento e que o encontrou em busca de vingança.
Tintim (Zezé Polessa) e Honório (Nuno Leal Maia) criaram a sobrinha órfã Fátima (Thaís Fersoza), porém ela acabou sendo expulsa de casa quando o casal descobriu que a moça estava vivendo um romance com o filho deles, Vinícius (Rodrigo Prado). Agora ele tem que lutar contra os pais para ficar com ela, tendo que lidar também com Bruno (Daniel Ávila), que é interessado na moça. O atrapalhado Montanha (Raoni Carneiro) é um cozinheiro de mão cheia, dono do restaurante O Galinheiro e irmão da caminhoneira Neném (Danni Carlos), uma mulher valente que cuida da oficina mecânica ao lado do restaurante. Os dois acolhem Pâmela (Karina Bacchi), uma cômica patricinha falida que tentou dar o golpe do baú em Vitório sem sucesso e agora tem que lidar com a vida de pobre, sendo obrigada a trabalhar na oficina. Ainda há a história de Dinorá (Joana Fomm), uma mulher humilde que criou sozinha seus três filhos – Rosemary (Ildi Silva) é religiosa e recatada; Vanusa (Preta Gil) é capaz de qualquer coisa para fisgar um homem rico; já Wanderley (Rodrigo dos Santos) é capanga de Juca e preocupa a mãe com envolvimentos ilícitos.

## Elenco
| Intérprete          | Personagem                                |
| ------------------- | ----------------------------------------- |
| Vera Fischer        | Antônia Mendes Galvão                     |
| Miguel Falabella    | João Carlos Ramos Zabelheira (Juca Tigre) |
| Marisa Orth         | Vaneide Ramos Zabelheira (Vanvan)         |
| Débora Falabella    | Leonarda Mendes Galvão (Léo)              |
| Paulo Vilhena       | Vitório Augusto Ramos Zabelheira (Vito)   |
| Maurício Mattar     | Pedro Marques de Mello                    |
| Francisca Queiroz   | Maria da Soledade Ramos Zabelheira (Sol)  |
| Thiago Fragoso      | Rodrigo de Sá Ramos Zabelheira            |
| Paulo Gorgulho      | Joaquim Galvão                            |
| Daniel Ávila        | Bruno Mendes Galvão                       |
| Preta Gil           | Vanusa Silveira                           |
| Bete Coelho         | Vânia                                     |
| Thaís Fersoza       | Fátima Castro Martins (Fatinha)           |
| Rodrigo Prado       | Vinícius Castro                           |
| Max Fercondini      | Hugo Pitombo                              |
| Sthefany Brito      | Elis Pacheco                              |
| Joana Fomm          | Dinorá Silveira                           |
| Zezé Polessa        | Cristina Castro (Tintim)                  |
| Nuno Leal Maia      | Honório Castro                            |
| Maria Zilda Bethlem | Ruth Pitombo (Rutinha)                    |
| Otávio Augusto      | Modesto Pitombo                           |
| Karina Bacchi       | Pâmela Bittencourt                        |
| Danni Carlos        | Bárbara Guedes (Neném)                    |
| Raoni Carneiro      | Felipe Guedes (Montanha)                  |
| Yoná Magalhães      | Sofia Ramos Zabelheira                    |
| Otávio Müller       | Delegado Silésio Junqueira                |
| Fernanda Paes Leme  | Karina Sampaio                            |
| Márcio Kieling      | Djalma Nogueira (Djalminha)               |
| Jerusa Franco       | Fernanda Pacheco (Nanda)                  |
| Duda Nagle          | Dario Matos (Peteca)                      |
| Ildi Silva          | Rosemary Silveira (Rose)                  |
| Rodrigo dos Santos  | Wanderley Silveira                        |
| Hugo Gross          | Rogério Frota                             |
| Karla Tenório       | Heloísa                                   |
| Ana Kutner          | Silmara                                   |
| Anna Cotrim         | Ximena                                    |
| Lana Guelero        | Dadá Matos                                |
| Edyr Duqui          | Guadalupe                                 |
| Catarina Abdala     | Nélia                                     |
| João Antônio        | Tobias                                    |
| Leandro Ribeiro     | Iranildo                                  |
| Larissa Queiroz     | Francisca (Xica)                          |
| Camille Hess        | Maria Clara Mendes Galvão                 |
| Thiago Oliveira     | Luís Felipe Marques de Mello              |
| Thaiane Maciel      | Alice Marques de Mello                    |
| Nathália França     | Raíssa Pacheco                            |
| Natália Souto       | Jane Matos                                |
| Samuel Melo         | Bento                                     |

### Participações especiais
| Intérprete        | Personagem            |
| ----------------- | --------------------- |
| Francisco Cuoco   | Raul Ramos Zabelheira |
| Laura Cardoso     | Cartomante            |
| Cássia Kiss       | Luísa                 |
| Paulo José        | Dr. Benigno           |
| Ana Rosa          | Solange               |
| Marcos Winter     | Heitor                |
| Suzana Pires      | Lia                   |
| Aracy Cardoso     | Jandira               |
| Hélio Ribeiro     | Dr. Cintra            |
| Jardel Mello      | Dr. Matos             |
| Cristina Mullins  | Drª. Selma            |
| Cláudia Lira      | Gardênia              |
| Henri Pagnocelli  | Dr. Celso             |
| Antônio Pitanga   | Ezequiel              |
| Daniela Pessoa    | Sirlene               |
| Ana Luíza Camacho | Carolina              |
| Pietra Victória   | Joana                 |
| Mariah da Penha   | Moradora da periferia |

## Produção
A sinopse foi livremente inspirada num argumento de Paulo José chamado Cidade das Formigas. Ele se baseou no que aconteceu na cidade de Formiga, em Minas Gerais, onde as mulheres trabalham para grandes confecções de roupas do país. Na Formiga real, as mulheres garantem boa parte do sustento de suas famílias com esse trabalho.
A novela teve título provisório de Cidade das Mulheres, mas foi abortado quando se descobriu que já haviam registrado em outro projeto. Além disso, a direção achou melhor não repetir a palavra "mulher" em um título, uma vez que duas outras produções estavam no ar com essa palavra: A Casa das Sete Mulheres e Mulheres Apaixonadas.
A trama abordou o realismo fantástico, por meio do personagem Curupira, que rondava nas noites da fictícia cidade São Francisco das Formigas.
O casal Juca Tigre e Antônia seria inicialmente vivido por Fábio Júnior e Maitê Proença, porém Fábio não aceitou e Maitê foi escalada para Malhação.
Marcou a estreia de  Danni Carlos, Karina Bacchi, Karla Tenório, Raoni Carneiro e Preta Gil – esta última só entrou no meio da trama, a partir do capítulo 87.
Em 1 de maio de 2003 o cantor Ritchie gravou uma participação na trama, cantando a música "Lágrimas Demais".

## Recepção

### Avaliação em retrospecto
A novela recebeu críticas mistas dos jornalistas, Simone Mousse do Jornal O Globo elogiou o bom desempenho de Marisa Orth e Miguel Falabella afirmando que Verdade seja dita: é um pouco estranho ver Marisa e Falabella sérios e chorando depois de tantas piadas que eles contavam no "Sai de baixo". Mas que outra verdade venha à tona: eles estão bem demais nos novos papéis. Ele, um político durão e ao mesmo tempo boa-praça; ela, uma ex-miss Brasil esperta e ambiciosa. 
Já para Amélia Gonzalez também do jornal O Globo, a trama seria melhor se Talvez pudesse ter tido um pouco mais de realismo e menos de fantástico. ainda segundo a jornalista sobre uma das cenas: O carro sendo engolido pelo asfalto ficou ótimo, as pedras explodindo também. Os atores é que ficaram meio perdidos na confusão.  Mas a jornalista também destacou pontos positivos na trama afirmando que: Se o objetivo era surpreender o público do horário, acostumado a tramas melosas, Talma e Linhares conseguiram. Boa surpresa! Elogiando ainda o bom empenho de Falabella, do autor e de boa parte do elenco mas criticando Vera Fisher e Marisa Orth Quem duvidava que Miguel Falabella (Juca Tigre) era capaz de fazer drama também ficou de queixo caído. O ator enterrou Caco Antibes, personagem que interpretava em "Sai de baixo", e está ótimo no papel de um sujeito que não é malandro, é perverso; não é engraçado, é irônico; não é um megalomaníaco; realmente tem poder e faz uso dele da pior maneira possível. Já Marisa Orth, a Van Van, no primeiro capítulo só teve chance de mostrar seu lado meio Magda (mulher de Caco Antibes no humorístico). Impagável o discurso sobre sua carreira. Vera Fischer, a Antônia, bem... é a Vera Fischer de sempre. A câmera abusa dos closes para deleitar o público com a beleza inesgotável da atriz. Já ela abusa um pouco no figurino. Uma mulher rural, calçando botas, não assiste ao parto de uma porca com aquele decotaço. E sabe o que mais? Vera precisa se soltar, acreditar mais em seu trabalho do que na sua beleza. Quem sabe isso acaba com aquele jeito meio robô de se mover no cenário? O resto do elenco também não fez feio. Que bom que Maurício Mattar (Pedro) parou de falar sussurrando. O porte do ator e sua boa química com as crianças ajudam a costurar bem o personagem criado por Ricardo Linhares. Aliás, o autor já apresentou muito bem todos os perfis, o que é ótimo para o público, que já sabe com quem estará lidando. Um ponto a favor de Linhares
Marina Monzillo da Isto É Gente também elogiou a trama e o bom empenho de Miguel e Marisa, mas criticou algumas cenas: Novo folhetim das seis, escrito por Ricardo Linhares, promove guerra dos sexos com humor e aposta no realismo fantástico. Com direção de Roberto Talma, a trama aposta no humor e numa certa dose de realismo fantástico Para isso, conta com um casal de atores de comédia tarimbados que mostrou no primeiro capítulo ser capaz de fugir da obviedade e não repetir a dupla Caco/Magda do humorístico Sai de Baixo. Mas os discursos machistas de Tigre não convencem. Tampouco outras cenas da estreia. O duelo entre Leo, montada num cavalo, e sua antagonista, Sol (Francisca Queiroz), numa moto, num pasto deserto, e a explosão dos bueiros de Formigas, que mais parecia terremoto, pareceram bem falsos. Mas nada comparado à “cena cotidiana” de la Fischer torcendo: “Vai, você vai conseguir” para uma porca em trabalho de parto.
Xico Sá da Folha de S.Paulo criticou a atuação afirmando que: o casal em desespero e prantos, na beira da UTI, à espera de notícias de um filho acidentado em um helicóptero. Não havia nem sombra da dor que deveras sente. A vontade foi de rir, por mais que o galeguinho seja bom ator. Nem Cristo, a quem clamava, salvou. [...] aí, gente. Chega de levar novela a sério. Que persista o realismo fantástico, sinal de coisa boa. 
Para Leila Reis do jornal O Estado de São Paulo maldades gratuitas e protestos bem-intencionados. a novela das 6 é uma colagem de vários clichês e de experiências já veiculadas na mesma Globo. comparando a trama e seus personagens a outras produções e também criticando Vera Fisher no papel: Juca Tigre é uma versão contemporânea do prefeito Odorico Paraguaçu, O Bem Amado escrito por Dias Gomes e interpretado magnificamente por Paulo Gracindo. O realismo fantástico também é filho de Dias Gomes – que o inaugurou na época da TV em preto e branco com Saramandaia – e que foi reeditado em outras novelas de Aguinaldo Silva e Ricardo Linhares, tais como Pedra sobre Pedra, A Indomada e Fera Ferida. Não por acaso, placas de sinalização rodoviária colocam Formigas na rota das também fictícias Greenville, Tubiacanga e Porto dos Milagres no capítulo de estreia de Agora é que são elas. É Linhares assumindo a reciclagem de trabalhos anteriores. Portanto, não é de admirar a adesão à nova novela. Depois do imbróglio do Sabor da Paixão (cuja média foi de 24 pontos), o público parece estar gostando de pisar em terreno conhecido. Ele não se importa com clichês, só quer divertir-se com uma história que, de algum modo, faça sentido. Mesmo que cometa a inverossimilhança de colocar a explosiva Vera Fisher no papel de uma pacata senhora da roça.''

### Audiência
Começou com 28 pontos, sendo considerada uma boa audiência por elevar 4 pontos de Sabor da Paixão que teve uma média geral de 24 pontos, chegando a 18 em alguns capítulos. Seu recorde negativo é de 20 pontos, registrado em 18 de abril. E graças a alguns ajustes, a audiência subiu mais. Seu último capítulo registrou 37 pontos. Nesse dia, chegou a ultrapassar Kubanacan, que registrou 33 pontos. Fechou com média geral de 28,4 pontos, consideravelmente boa, por elevar 5 pontos da antecessora.

## Trilha sonora

### Nacional
Capa: Paulo Vilhena
1. Lágrimas Demais - Ritchie - tema de Antônia
2. Já É - Lulu Santos - tema de abertura
3. Meu Plano - Daniela Mercury
4. Pensando Em Você - Moska
5. Justo Agora - Adriana Calcanhoto
6. Eu Amo Você - Tim Maia - tema de Léo e Pedro
7. Sugar - Marina Lima (part. esp. Alvin L.)
8. Calígula Freejack - Toni Platão
9. Casulo - Guilherme Arantes - tema de Rose e Vinicius
10. Balança - João Donato e Marcelo D2
11. Espelhos D'Água - Preta Gil - tema de Sol
12. Aqui, Ali, Em Qualquer Lugar (Here, There And Everywhere) - Rita Lee - tema de Antônia e Juca
13. Canções de Rei - Max Vianna - Tema de Hugo e Elis
14. Agora é Que São Elas - Lenine
15. Bossa Nova - Bossa Lounge
16. Night Dance - Alpha Beat

### Internacional
A trilha não foi lançada em formato físico, podendo ser ouvida apenas no site da emissora.
1. Clocks - Coldplay
2. For you - The Calling
3. On the Horizon - Melanie C
4. I Want You - Thalía feat. Fat Joe
5. Stuck you - Stacie Orrico
6. Just a Bit of Chaos - S.M.S. feat. REHB
7. Designated Drinker - Alan Jackson
8. You Are Everything - Michael McDonald
9. Secret Smile - Semisonic
10. Don't Dream It's Over - Sixpence None the Richer
11. Just the Way You Are - Diana Krall
12. Here, There and Everywhere - Rita Lee
13. Big Yellow Taxi - Couting Crows and Vanessa Carlton
14. Heart Without a Home (I'll Be Yours) - Nick Carter
15. Quisiera Ser - Alejandro Sanz
16. Overjoyed - Mary J. Blige